# Aparició de la Verge a Sant Llorenç
L'aparició de la Verge a Sant Llorenç és una obra d'El Greco realitzada poc després de la seva arribada a Espanya. És una obra insòlita, perquè no se sap que ni el mestre ni el seu obrador realitzesin mai cap més llenç d'aquesta temàtica.

## Tema de l'obra
Durant la persecució ordenada per l'emperador Valerià I l'any 258, el Papa Sixt II fou crucificat el 6 d'agost. Una llegenda citada per Sant Ambròs diu que Llorenç es trobà amb Sixt, i li preguntà: "On vas, estimat pare, sense el teu fill? On vas, sant pare, sense el teu diaca? Mai has anat a l'altar de sacrificis sense el teu servidor, i ara desitges fer-ho sense mi?" i Sixt respongué: "D'aquí a tres dies em seguiràs". I segons la tradició, així fou, ja que el dia 10 d'agost fou posat en una graella i cremat viu en una foguera. La graella que Llorenç porta a la seva mà dreta es refereix a aquesta llegenda, que tanmateix no parla de l'aparició de la Verge.

## Anàlisi de l'obra
Oli sobre llenç; 119 x 102 cm.; circa 1578; Col·legi de Nostra Senyora de l'Antiga; a Monforte de Lemos, província de Lugo.
Sant Llorenç vesteix una dalmática marró-daurada amb un ampli brocat vermell a les mànigues. Destaca sobre el fons blau amb núvols blanquinosos que emmarca el seu cos. La figura de la Verge Maria, que vesteix l'habitual túnica rosa i mantell blau, reposa sobre un gran núvol, i porta el Nen Jesús als seus braços.
L'estructura del cap i de les mans de Sant Llorenç recorden les del Retrat d'un cavaller (Copenhaguen). La dalmática resulta una premonició, treballada amb particular minuciositat, de les indumentàries litúrgiques de Sant Esteve i de Sant Agustí a L'Enterrament del comte d'Orgaz. El concepte pictòric d'aquest llenç no mostra encara el canon allargat, l'espiritualització profunda ni la deformació expressionista de les seves obres posteriors.

## Procedència
- Rodrigo de Castro Osorio, qui el va donar al Col·legi de Nostra Senyora de l'Antiga.